# 津田盛月
津田盛月（1534年—1593年）是日本戰國時代至安土桃山時代的武將。織田氏一族。名諱是信勝、信重。通稱左馬允。官位是隼人正。父親是織田刑部大輔，哥哥是中川重政，祖父是織田信長的叔父織田信次（『織田系圖』），不過在年代上有矛盾（『織田信長家臣人名辭典』，吉川弘文館出版，2010年，第2版，作者：谷口克廣 ）。妻子是織田勝左衛門尉（『織田系圖』）。兒子有信任、信成。女兒是織田忠辰妻。

## 生平
在天文3年（1534年）出生。仕於織田信長，幫助信長統一尾張。天文21年（1552年），在信長與織田信友的戰鬥（萱津之戰）中，殺死坂井五郎（『織田系圖』）。弘治2年（1556年），在信長與織田信行（信勝）的戰鬥（稻生之戰）中，殺死柴田勝家手下的鎌田勘之丞（『信長公記』）。因為這些功績而成為黑母衣眾之一（『高木文書』）。從永祿12年（1569年）開始因為信長的命令而擔任足利義昭的守備。
不過此後，哥哥中川重政與長光寺城城主柴田勝家因為領地合組的問題而出現爭執，盛月更斬殺勝家的代官，於是與兄長一同被改易並追放。
後來被羽柴秀吉召見而前往姬路，此時改名為外峯四郎左衛門並出仕。以後，在秀吉之下在進攻備中等戰事中立下戰功。而在秀吉之下的事被信長發現，於是被下令切腹，不過因為本能寺之變而作罷（『武家事紀』）。
天正12年（1584年），參加小牧長久手之戰，因為這次功績而敘任從五位下隼人正，此時改為津田姓。弟弟木下雅樂助於此戰中戰死。在戰後德川家康與秀吉的妹妹朝日姬的婚事，有說法指這是蜂須賀正勝和盛月的功績（『川角太閤記』）。
在天正15年（1587年）參加九州征伐，被秀吉賜予所領3萬5千石而成為大名。
天正18年（1590年）10月，在後北條氏的北條氏邦的家臣豬俁邦憲奪取名胡桃城後，與富田一白一同被派遣向北條氏要求引渡和處罰涉事人。北條氏拒絕要求，於是秀吉和北條氏的關係完全決裂，導致秀吉下令全國討伐北條氏（小田原征伐）。
在文祿2年（1593年）於伏見死去。享年58歲（『兼見卿記』）。繼任人是長男信任。

## 逸話
- 曾幾次接受津田宗及邀請參加茶會，有茶人的一面。